# Ducado da Livônia
O Ducado da Livônia, Ducado da Livónia ou Inflantia (polonês: Inflanty) foi o que restou da Livônia, que foi mantido pela República das Duas Nações depois do Tratado de Oliwa em 1660.
O nome Inflanty se origina do nome alemão para a Livônia - Livland, mais tarde transformado no estilo polonês para nomes. A Livônia, que tinha sido um território comum da República das Duas Nações desde 1561, foi conquistada pela Suécia na década de 1620, durante as Guerras polaco-suecas, sendo que a conquista total do território ocorreu em 1629. Sob o domínio sueco, o país tornou-se conhecido por Livônia sueca, que foi formalmente reconhecida em Oliwa, em 1660. Em oposição à Livônia sueca, surgiu o nome Livônia polonesa ou Livónia polaca (Inflanty Polskie). 

## Divisão administrativa
- Ducado da Curlândia e Semigália (księstwo Kurlandii i Semigalii, Mitawa)
- Voivodia de Dorpat (województwo dorpackie, Dorpat) de 1598 até à década de 1620
- Voivodia da Livônia (województwo inflanckie, Dyneburg) desde a década de 1620
- Voivodia de Parnawa (województwo parnawskie, Parnawa) de 1598 até à década de 1620
- Voivodia de Wenden (województwo wendeńskie, Wenden) de 1598 até à década de 1620